# Будинок-музей Віктора Гюго
Будинок-музей Віктора Гюго (фр. Maison de Victor Hugo) в Парижі займає квартиру на другому поверсі особняка Роганів (фр. Hôtel de Rohan) на площі Вогезів, яку Віктор Гюго наймав у 1832—1848.
Музей відкритий в 1902 на честь сторіччя від дня народження Віктора Гюго.

## Експозиція
У Будинку Віктора Гюго на двох поверхах розміщено понад 50 000 експонатів. Картини, малюнки, скульптури, гравюри, фотографії, особисті речі, велика бібліотека, колекція рукописів та архів є свідченнями життя і творчості Віктора Гюго.

## Практична інформація
Музей розташований у Парижі, район  Маре, найближчі станції  метро — Saint-Paul, Bastille і Chemin Vert.
Адреса: Hôtel de Rohan-Guéménée, 6, place des Vosges, 75004 Paris.
Музей відкритий щодня крім понеділка з 10:00 до 18:00.

## Будинок Віктора Гюго в мистецтві
У романі «Три мушкетери» Дюма поселив одного з центральних персонажів роману — міледі Вінтер — в будинок, де зараз розташований музей Віктора Гюго. З огляду на дружбу письменників і захоплення талантом Дюма Віктора Гюго, цей факт можна розглядати як дружній жарт автора.

## Будинок-музей Віктора Гюго на Гернсі
У 1927 році Паризька мерія відкрила також будинок-музей Віктора Гюго на острові Гернсі — єдиний будинок, який належав письменникові, куплений ним під час вигнання 1856—1870 років.